# Stanley Duyzer
Stanley Duyzer (Coronie, 16 februari 1935 - Paramaribo, 18 februari 2015) is een Surinaams voetballer en coach. Hij speelde het grootste deel van zijn carrière als middenvelder voor SV Robinhood. Later leidde hij jeugdteams van Robinhood.

## Carrière
Stanley begon in 1945 op zijn 10e met voetballen in zijn geboortedistrict Coronie. Als kind bracht hij zijn zomers door in Paramaribo, waar hij SV Robinhood zag oefenen op het terrein van Wees Paraat en ontmoette hij voetballers als Louis Mijnals en Michel Kruin. Sinds hij in 1950 naar de stad verhuisde, speelde hij voor Torpedo op het Mr. Bronsplein. In 1952 verhuisde hij naar Combé en sloot hij zich aan bij The Goal Getters uit Moengo.
Sinds 1957 voetbalde hij voor SV Robinhood, waar hij met onder meer met Ronald Kolf en Siegfried Haltman speelde. Bij Robinhood won hij drie landstitels.

### Coach
In 1967 bood Humphrey Mac Nack, de hoofdcoach van Robinhood, Duyzer aan om jeugdteams van de club te coachen. Duyzer sloeg het bod toen nog af, maar accepteerde hem twee jaar later wel van de nieuw coach en voormalig teamgenoot Ronald Kolf.
In 1974 leidde hij het juniorenteam naar een ongeslagen nationaal kampioenschap en eindigde met twee andere jeugdteams als tweede. Ook daarna won hij kampioenschappen met de jeugdteams. Hij was grotendeels verantwoordelijk voor de talentontwikkeling binnen Robinhood
Stanley Duyzer overleed in 2015, twee dagen na zijn 80ste verjaardag.